# Saint-Léger (Seine-et-Marne)
Saint-Léger ist eine französische Gemeinde im Département Seine-et-Marne in der Île-de-France. Sie gehört zum Kanton Coulommiers im Arrondissement Provins. Sie grenzt im Nordwesten an La Trétoire, im Norden an Sablonnières, im Osten an Bellot, im Südosten an La Ferté-Gaucher und Jouy-sur-Morin, im Süden an Saint-Rémy-la-Vanne und im Westen an Rebais. Die Bewohner nennen sich Léodegendiens. Zu Saint-Léger gehören neben der Hauptsiedlung auch die Weiler Grand-Marché, Petit-Marché, Champcormolin, L’Aumonerie, Le Carouge und Château-Renard.

## Bevölkerungsentwicklung
| Jahr      | 1962 | 1968 | 1975 | 1982 | 1990 | 1999 | 2008 | 2014 |
| --------- | ---- | ---- | ---- | ---- | ---- | ---- | ---- | ---- |
| Einwohner | 115  | 106  | 100  | 152  | 165  | 200  | 201  | 243  |

## Sehenswürdigkeiten
- Kirche Saint-Léger (siehe auch: Liste der Monuments historiques in Saint-Léger (Seine-et-Marne))

## Weblinks

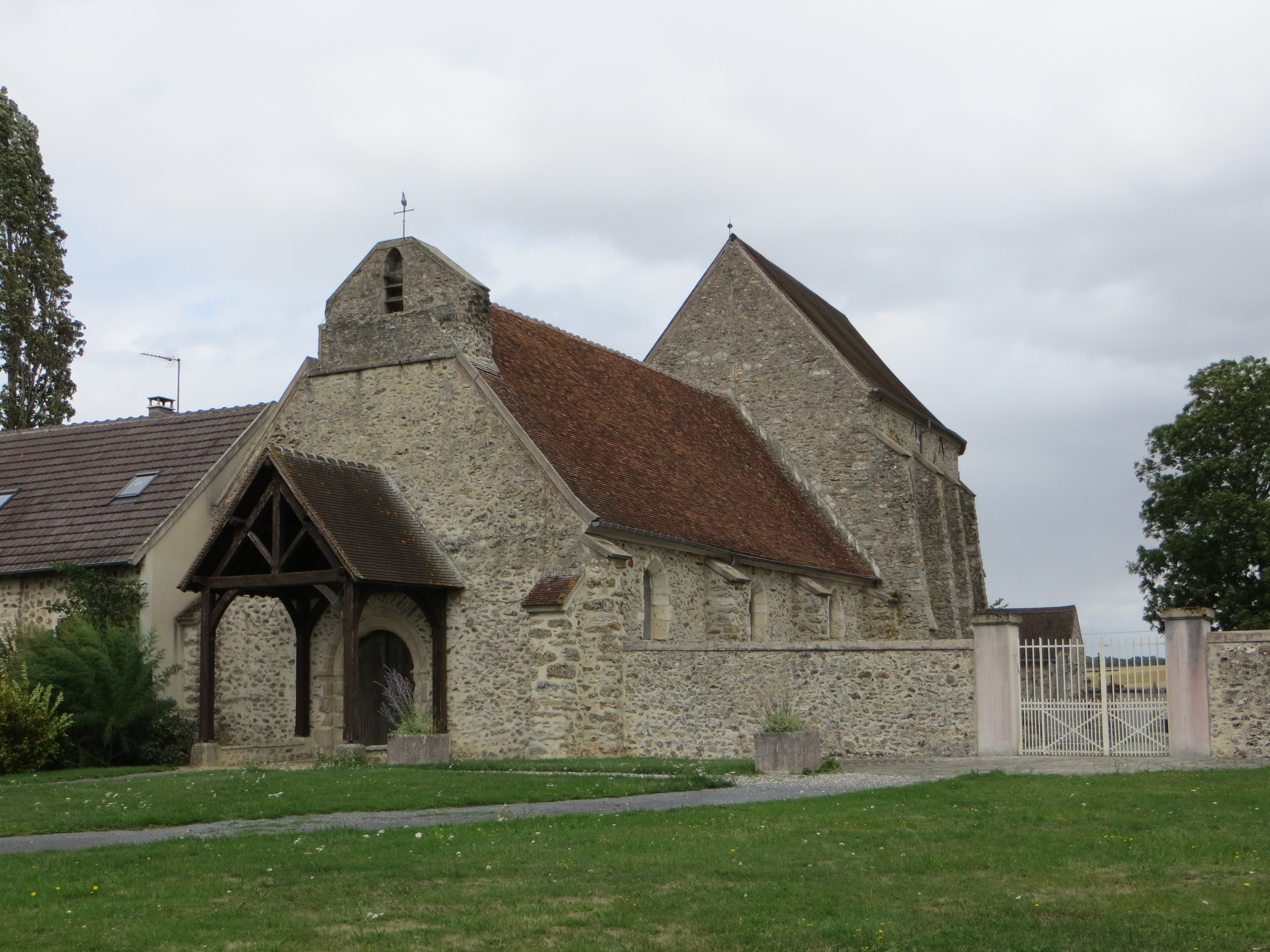
Kirche Saint-Léger